# Бенсаид, Даниэль
Даниэль Бенсаид (фр. Daniel Bensaïd; 25 марта 1946, Тулуза — 12 января 2010, Париж) — французский философ-марксист, один из лидеров Революционной коммунистической лиги и Новой антикапиталистической партии. Теоретик троцкизма.

## Краткая биография
Родился в Тулузе в 1946 году. Его отец был сефардским евреем из Алжира, чемпионом Северной Африки по боксу, мать — энергичной и решительной француженкой.
В 1962 году, потрясённый событиями Парижского погрома, Бенсаид вступает в Союз студентов-коммунистов и, несогласный с партийной ортодоксией, переходит в левую оппозицию внутри движения. В 1968 году Бенсаид становится одним из лидеров студенческого движения. В то время он был студентом Университета Париж X в Нантере. Участвовал в «Движении 22 марта». Являлся одним из основателей троцкистской организации «Революционная коммунистическая молодежь». После объединения РКМ и Международной коммунистической партии и создания Коммунистической лиги входит в состав Политбюро новой организации. В октябре 1971 года в связи с демонстрацией у посольства США были арестованы 17 членов Политбюро КЛ, в их числе Даниэль Бенсаид.
Бенсаид преподавал в качестве профессора философии в Университете Париж VIII. Получил известность, как исследователь трудов Вальтера Беньямина и Карла Маркса, а также современным анализом французского постмодернизма. Он являлся ведущим теоретиком РКЛ и Четвёртого интернационала, печатался в их теоретических органах, в частности, в журнале РКЛ Critique communiste.
Сотрудничал с Международным институтом исследований и образования. Бенсаид являлся инициатором регулярных международных дискуссий о стратегии антикапиталистической борьбы и её перспективах. Писал книги и статьи по широкому кругу вопросов, от революционной стратегии и марксистской философии до биографии Жанны д’Арк. Основная часть его работ издана на французском, однако его работы доступны также на испанском, итальянском, английском, португальском, немецком, турецком, вьетнамском, японском и русском языках.
Утром 12 января 2010 года Даниэль Бенсаид умер от рака, вызванного побочным действием лекарств для лечения СПИДа, которые он принимал в течение 16 лет.

## Библиография

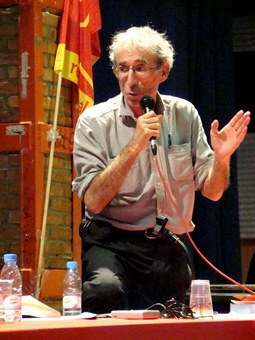
Даниэль Бенсаид выступает на конференции в Барселоне, 2008 год